# Municipio de Goodland (Míchigan)
El municipio de Goodland (en inglés: Goodland Township) es un municipio ubicado en el condado de Lapeer en el estado estadounidense de Míchigan. En el año 2010 tenía una población de 1828 habitantes y una densidad poblacional de 19,74 personas por km².

## Geografía
El municipio de Goodland se encuentra ubicado en las coordenadas 43°6′21″N 83°3′17″O / 43.10583, -83.05472. Según la Oficina del Censo de los Estados Unidos, el municipio tiene una superficie total de 92.63 km², de la cual 92,16 km² corresponden a tierra firme y (0,5 %) 0,47 km² es agua.

## Demografía
Según el censo de 2010, había 1828 personas residiendo en el municipio de Goodland. La densidad de población era de 19,74 hab./km². De los 1828 habitantes, el municipio de Goodland estaba compuesto por el 96,99 % blancos, el 0,44 % eran afroamericanos, el 0,22 % eran amerindios, el 0,11 % eran asiáticos, el 0,38 % eran de otras razas y el 1,86 % eran de una mezcla de razas. Del total de la población el 3,01 % eran hispanos o latinos de cualquier raza.